# 橋本成一郎
橋本 成一郎（はしもと せいいちろう、1940年 - 1996年4月14日）は、実業家。元横綱、北の富士の現役時代の名古屋後援会副会長。元関脇、高鐵山の大鳴戸親方が経営した大鳴戸部屋の後援会会長を務めた。

## 人物
バーやキャバレーを経営し、昭和40年代には北の富士の名古屋後援会の副会長を務めた。元大鳴戸親方の著書によれば、第52代横綱である北の富士が横綱昇進を決めた優勝において、八百長資金などをバックアップ。黒幕として暗躍したとされ、多大な尽力があったとされている。しかし、同著によると、北の富士の11回目の優勝のために八百長資金を用意したが、その金銭を北の富士が私用に利用したことを機に北の富士と決裂し、その後独立した元高鐵山の大鳴戸部屋の後援会会長として大鳴戸部屋の最大のタニマチとして存在した。
一部報道では幕下まで昇進した元力士とされているが、大鳴戸の著書内の証言では自身を「素人」と称している。また佐渡ヶ嶽部屋に所属していた「琴登」であるとする説もあり、琴登の初土俵の時期などは橋本の経歴と辻褄が合っているが、最高位は三段目であり前述の報道とは異なる。
週刊ポスト誌上では、元大鳴戸親方とともに角界の八百長体質などの裏事情を暴露。しかし、1996年（平成8年）に元大鳴戸親方と同じ日、同じ病院、同じ病気（肺炎）で死亡（同時刻とされることも多いがこれは誤りであり、元大鳴戸は午前4時45分、橋本は午後7時48分に死亡している。橋本の次男によると元大鳴戸死亡の報に対し橋本は「悔しい」と漏らしたという）。そのため、利権関係者による暗殺説が囁かれた。